# Campaña de la Patria Vieja
La campaña de la Patria Vieja, o también campañas de la Patria Vieja se refiere a las operaciones militares llevadas a cabo en 1812 y 1814; entre los patriotas chilenos que se habían organizado en un gobierno autónomo que controlaba gran parte del territorio de la Capitanía general de Chile, y las fuerzas realistas compuestas en gran parte por elementos locales de la capitanía y el Gobierno de Chiloé que se mostraron leales a la Monarquía española, más algunos refuerzos provenientes del Virreinato del Perú y la metrópoli. 
La campaña se saldó con la victoria realista en la batalla de Rancagua en octubre de 1814, lo que provocó la caída del gobierno patriota en Chile y la subsecuente restauración monárquica, culminando de esa manera el período histórico conocido como la Patria Vieja e iniciándose el de la Reconquista.

## Antecedentes
Siguiendo el ejemplo de las provincias españolas y de las otras colonias americanas, que crearon Juntas de Gobierno, el 23 de septiembre de 1810 en la ciudad de Santiago, capital de la Capitanía General de Chile se llamó a un cabildo abierto, donde este delegó su poder en la Primera Junta Nacional de Gobierno de Chile que, si bien se levantó para reafirmar la lealtad al Rey Fernando VII ante su captura por Napoleón Bonaparte, poco a poco empezaron a surgir posturas más radicales que promovieron una independencia.
La junta gubernativa había creado nuevos cuerpos militares, estableció la libertad de comercio y el contacto con la Junta de Buenos Aires. Tras la muerte del anciano Conde de la Conquista asumió la presidencia de la Junta Juan Martínez de Rozas quien llamó a elecciones para un congreso nacional, compuesto por 42 diputados.
Llegado el 1 de abril de 1811, día de las elecciones, el teniente coronel Tomás de Figueroa sublevó un cuerpo del ejército exigiendo la disolución de la junta y la restauración del antiguo orden. El motín no tuvo éxito, y Figueroa huyó a refugiarse al convento de Santo Domingo, desde donde fue sacado, sometido a juicio y condenado a muerte.
El primer congreso inició sus sesiones el 4 de julio, y pronto se dividió en dos bandos: los exaltados, que buscaban una independencia completa y rápida y los moderados que deseaban algunas reformas y un buen gobierno.
Cansados de las divisiones del Congreso y de su ineptitud, el 4 de septiembre el comandante José Miguel Carrera, hijo de Ignacio de la Carrera, dio un golpe de Estado con el fin de que se conformara un nuevo Congreso, con una postura más radical frente al proceso independentista.
Producto de la intervención de Carrera con su primer golpe de Estado y una seguidilla de otros que lo dejaron como líder de la junta del país, se generaría en 1812 una fuerte disputa de poder entre Carrea y Juan Martínez de Rozas que casi lleva a una guerra en la que se enfrentarían los ejércitos ubicados en Santiago con los de Concepción. Pero finalmente Rozas es exiliado a la ciudad de Mendoza donde moriría al siguiente año. Por su parte, José Miguel Carrera quedó así como líder indiscutido de la revolución independentista en Chile. Costatar que los realistas provenientes de Chiloé, aprovechando aquella inestabilidad de los patriotas, habían derrocado la junta revolucionaria en Valdivia (dependiente de Concepción) el 16 de marzo alzando a la guarnición, estimada en 1500 hombres.
En estas circunstancias en la que las juntas revolucionarias se volvían cada vez más radicales en sus decisiones, el virrey del Perú, José Fernando de Abascal, había iniciado una campaña de contrarrevolución para someter estas juntas con tropas organizadas en el Virreinato del Perú, más algunos refuerzos enviados desde España. Es así que el virrey decide enviar una fuerte expedición militar a Chile a cargo del brigadier Antonio Pareja, pero debido a la necesidad de sostener con tropas el frente del Alto Perú, Pareja zarpó del Callao el 12 de diciembre con solo 50 soldados y 20 oficiales veteranos con los que tendría que dirigirse a Chiloé y Valdivia para levantar un ejército con reclutas locales, llevando consigo para este propósito armamento, vestuario, equipo, víveres y 25.000 pesos en dinero a bordo de los 5 bergantines que conducían la expedición.
El virrey Abascal conociendo la nula adhesión de los provincianos de Chiloé y Valdivia a la causa patriota y que se concentraban fuertes guarniciones en la zona, sabía que no le sería difícil a Pareja organizar un ejército. Pareja al llegar allí formaría el ejército y embarcaría a las fuerzas para comenzar las operaciones contra los patriotas.

## La campaña
La expedición de Pareja arribó a San Carlos (Ancud) el 18 de enero de 1813 y en el archipiélago consiguió 1400 hombres entre soldados veteranos y milicianos, mientras que en Valdivia reclutó a unos 700 soldados de infantería y artillería.
La campaña comienza el 27 de marzo de 1813 con el desembarco y toma por parte de las fuerzas realistas al mando del brigadier Pareja del puertecito de San Vicente, contiguo al de Talcahuano. Eran estas fuerzas 2000 hombres y 20 cañones que se habían reagrupado, equipado y entrenado perfectamente en la isla de Chiloé y en la ciudad de Valdivia. Estas zonas del sur de Chile como se dijo anteriormente eran conocidas por no encontrarse comprometida con los ideales patriotas ya que se encontraba bajo la administración directa del Virreinato del Perú. 

### Primeras operaciones patriotas bajo el mando del general José Miguel Carrera

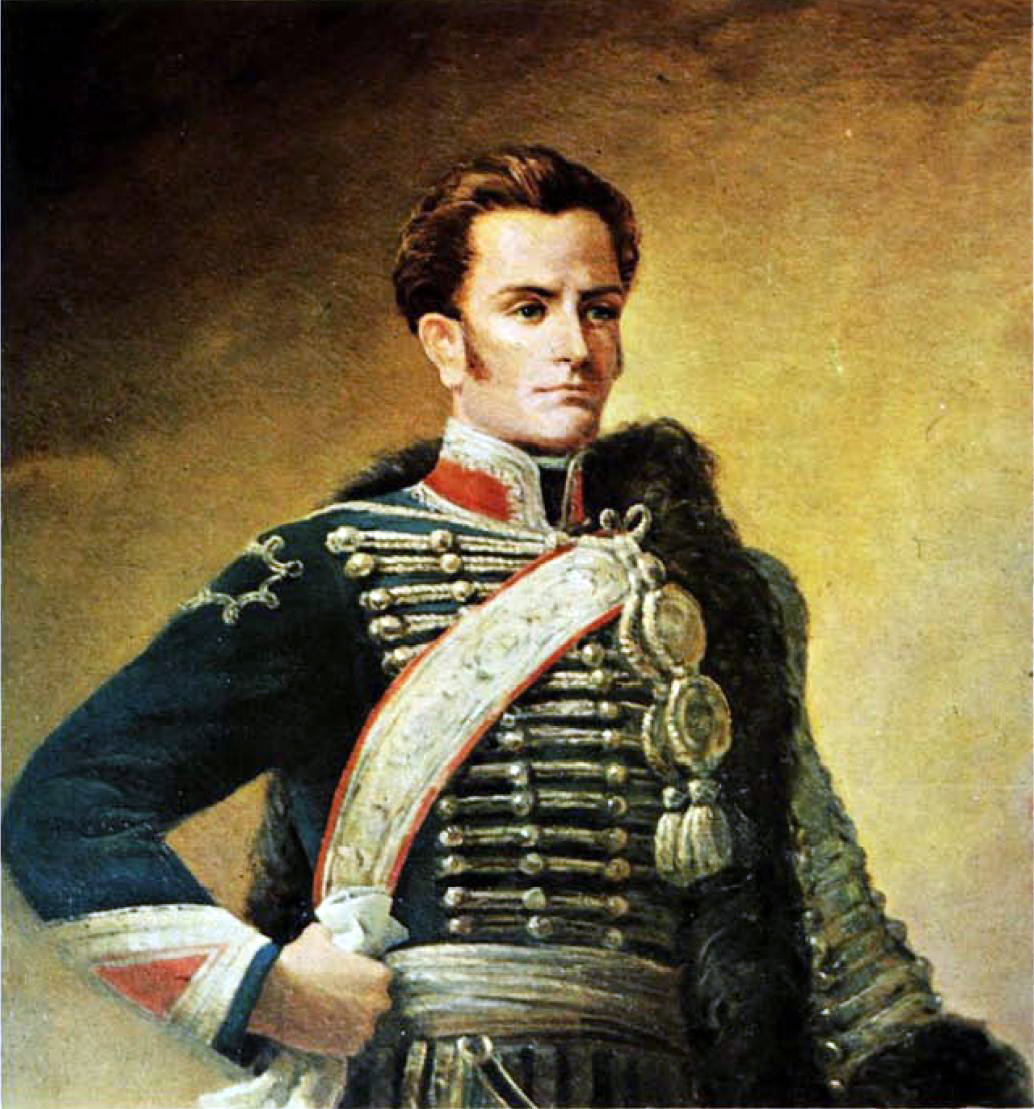
General José Miguel Carrera.

Los realistas luego de su desembarco lograron tomar el puerto de Talcahuano y luego la ciudad de Concepción donde se les unieron nuevas tropas tras ver derrotadas a las guarniciones y se apoderaron de varios utensilios de guerra. Al avanzar hasta la ciudad de Chillán lograrían completar una fuerza de 5.000 hombres entre regulares y milicianos con las que se proseguiría la marcha hacia la ciudad de Santiago para derrotar a los patriotas de manera definitiva. 
El general y jefe patriota José Miguel Carrera ante la presencia y avance de Pareja; y a pesar de la escasez de recursos y material bélico había concentrado un ejército de 4.036 hombres de regulares y milicianos en Talca para evitar que cruzaran el río Maule. Pese a ser derrotado en enfrentamientos como la sorpresa de Yerbas Buenas el 27 de abril y la batalla de San Carlos el 15 de mayo; logró detener el avance realista y obligar a los realistas a retroceder hasta Chillán con varias bajas por las batallas y la deserción quedando a los realistas alrededor de 1500 o 2000 hombres, además de producirse la muerte del brigadier Pareja por una enfermedad y su reemplazo por el coronel Juan Francisco Sánchez. 
Ante la retirada realista, Carrera decidió avanzar con su ejército al sur donde logró recuperar las ciudades de Concepción y Talcahuano, y gran parte de la región, dejando aislado a los realistas en la ciudad de Chillán. Ante esa situación realista, Carrera sitio la plaza el 17 de octubre de ese año, pero el resultado fue favorable a los realistas que estaban preparados para resistir un sitio y estaban en mejores posiciones que los patriotas frente al crudo invierno. Al levantar el sitio los patriotas, el coronel Sánchez empezó a enviar destacamentos para lograr recuperar algunos sectores y atacar con tácticas de guerrilla a las fuerzas patriotas. Los realistas tuvieron algunos éxitos, aunque los patriotas igual pudieron vencer algunos de estos destacamentos guerrilleros en la villa de Quirihue el 17 de agosto y el pueblo de Cauquenes el 23 de agosto.

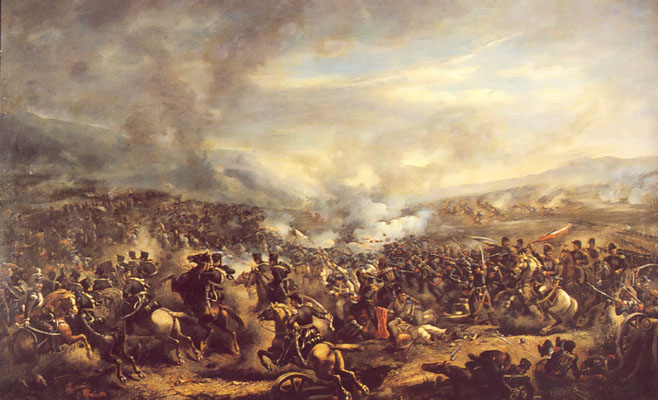
Batalla de El Roble.

Debido a la situación que se daba con los realistas y su firme posición en Chillán desde donde salían estos destacamentos guerrilleros, el general Carrera había tomado la determinación de derrotarlos definitivamente en aquella ciudad dando un golpe definitivo. Para lograr eso, dividió su ejército en dos partes, dejando la segunda división al mando de su hermano el coronel Juan José Carrera en la confluencia del río Itata con el Ñuble. Mientras él se dirigió con la primera división fuerte de 800 hombres al paso de El Roble, distante tres leguas hacia el oriente del campamento de la segunda división, con el objeto de poder caer sobre los realistas en Chillán. Pero el jefe realista Juan Francisco Sánchez enterado del avance e intenciones de los patriotas, decidió aniquilar mediante un ataque sorpresa la división comandada por Carrera. 
Con este fin envió una fuerza de 1200 hombres que atravesó el río Itata de noche y se ubicó a espaldas del ejército patriota. Al despuntar el 17 de octubre los realistas cayeron inesperadamente sobre las fuerzas de Carrera, provocando entre éstas una gran confusión. Carrera, creyéndose perdido, se arrojó a nado al río Itata al ser perseguido por soldados realistas. Pero el coronel Bernardo O'Higgins agrupando y arengando a las fuerzas patriotas pudo organizar una resistencia, rechazar el ataque y contraatacar logrando dispersar a las tropas realistas, generarle varias bajas o obtener la victoria. Pese al éxito final de este enfrentamiento, Carrera por las circunstancias se vio forzada a detener su avance sobre Chillán.
A finales de 1813 producto del descontento que se dio en el gobierno por el desempeño general de Carrera en la guerra y su actuación en la acción del Roble, fue remplazado el 27 de noviembre por el coronel O'Higgins quien junto a su segundo, el coronel Juan Mackenna llevarían adelante las operaciones contra los realistas.

### Asume el mando patriota el coronel Bernardo O'Higgins, llegan refuerzos realistas y conflicto entre los patriotas

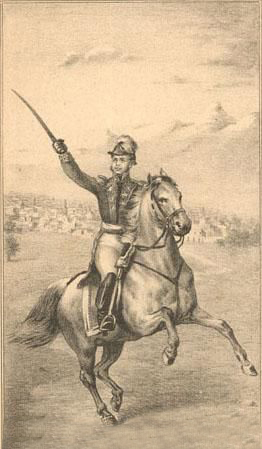
El coronel Bernardo O'Higgins.

En enero de 1814, debido a la muerte de Pareja es enviado a la zona por el virrey Abascal el brigadier Gabino Gaínza con el objetivo de reemplazar a Sánchez y reavivar la guerra contra los independentistas chilenos, que había caído en una situación de cierta inmovilidad.
Gaínza se embarcó en el puerto del Callao en diciembre del año anterior llevando dos piezas de artillería, mil quinientas lanzas, un regular parque, dinero, tabaco, azúcar y un refuerzo de 200 hombres escogidos del Regimiento Real de Lima, a los que tras su llegada a Chile se sumaron 700 milicianos de Chiloé.
El 31 de enero Gaínza desembarca en el golfo de Arauco, no pudiendo ser evitado por O'Higgins. El jefe realista al avanzar hacia el interior se reunió con numerosos mapuches que le prometieron ayuda y además logró unir sus fuerzas a las de Chillán para así iniciar la campaña. Los realistas así comenzaron obteniendo algunas ventajas con sus destacamentos de guerrilla que logran vencer a destacamentos patriotas y además tomar la ciudad de Talca el 3 de marzo, lo que provocó una crisis política en Santiago que termina con la deposición de la Junta de Gobierno para nombrar director supremo del Estado al coronel Francisco de la Lastra el 14 de marzo. 
El comandante O'Higgins y su segundo el coronel Mackenna luego de estos acontecimientos decidieron enfrentar con sus divisiones a Gaínza, y este también para derrotar definitivamente a los patriotas decidió atacarlos por separado y evitar que se unieran sus divisiones, pero fue derrotado por O'Higgins cerca de Ñipas el 19 de marzo y luego por Mackenna en el fundo Membrillar el 20 de marzo siendo en la última batalla casi completamente destrozado, pero la noche le permitió escapar a Chillán y poder reorganizarse.

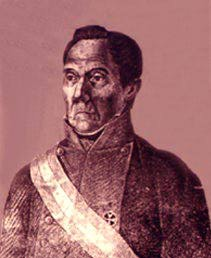
Brigadier Gabino Gaínza.

A pesar de estas victorias conseguidas, una tercera división organizada en la capital por tropas que eran poco disciplinadas y que en su mayoría estaba compuesta por reclutas que tomaban las armas por primera vez fue rotundamente derrotada en las llanuras de Cancha Rayada el 29 de marzo, lo que dejaría el camino libre a Santiago. Esta situación fue aprovechada por el brigadier Gaínza que decidió marchar inmediatamente a la capital patriota, por lo que el general O'Higgins con las dos divisiones unidas que formaban una fuerza de aproximadamente 2.000 hombres, empezó una fatigosa marcha para alcanzar a los realistas logrando finalmente su objetivo y vencerlos el 8 de abril en el Fundo Quechereguas, donde obliga a Gaínza a retroceder hasta la ciudad de Talca.
Al finalizar la última de estas acciones, ambos ejércitos estaban agotados y en pésimas condiciones logísticas. Después de tres meses de operaciones bajo el mando de Gaínza, los realistas habían logrado controlar nuevamente todo el sur hasta Talca, tomando igual Talcahuano y Concepción, pero este esfuerzo los había debilitado notablemente. El virrey Abascal ante la situación indecisa había enviado al comodoro inglés James Hillyar como intermediario para parlamentar con los patriotas. 
Tras algunas negociaciones, Gaínza firmó con los patriotas el 3 de mayo el Tratado de Lircay, por el que se comprometía a abandonar la Provincia de Concepción tras obtener protestas de fidelidad a Fernando VII por parte de los plenipotenciarios patriotas. Este acuerdo alcanzado puso en desacuerdo a los patriotas sobre todo ante el incumplimiento de la evacuación del territorio chileno por parte de las fuerzas realistas. Es así que finalmente José Miguel Carrera que había escapado de una prisión realista da un golpe de Estado en la capital 23 de julio iniciándose entre los patriotas encabezados por Carrera y O'Higgins una guerra civil que terminaría el 26 de agosto con un enfrentamiento en las cercanías del río Maipo. Luego de esta acción, O'Higgins reconoce la autoridad de Carrera y se mantiene él en el ejército patriota como su subalterno para proseguir la lucha contra los realistas.

### Expedición realista del general Mariano Osorio y fin de la Patria Vieja

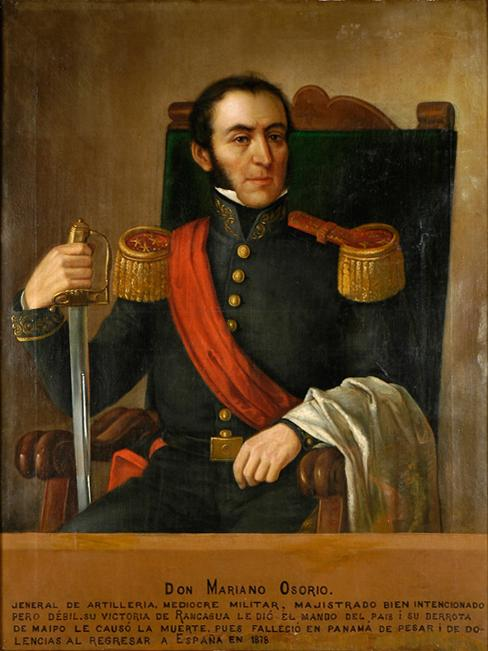
General Mariano Osorio.

Mientras se habían llevado a cabo las rencillas patriotas, el virrey Abascal quien desaprobaba el convenio de Lircay y exigía ahora la rendición incondicional de los patriotas decide sacar del mando de las fuerzas de operaciones realistas de Chile a Gainza y poner al mando del nuevo ejército al general Mariano Osorio a quien envía a Chile con nuevos refuerzos compuestos por 600 hombres del veterano Regimiento Talavera de la Reina, recién llegados de España, y 6 piezas de artillería con 70 servidores. Esta tercera expedición a Chile zarpó del Callao el 19 de julio y tras 14 días de navegación desembarcó en Talcahuano donde se reunió con el resto de las fuerzas realistas, logrando organizar un poderoso ejército de 5000 hombres y 18 piezas de artillería. Osorio en una reedición del plan del general Gabino Gaínza decide atacar rápida y directamente Santiago a fin de aplastar definitivamente a los patriotas. 
Por su parte, los patriotas en Santiago que venían recién saliendo de una guerra civil entre ellos habían por sus rencillas desprotegido el sur, desgastado recursos y parte de sus tropas estaban diezmadas, por lo que rápidamente se intentó organizar un ejército capaz de hacerle frente a los realistas. Se logró finalmente poner en pie un ejército de 4.000 hombres, de los cuales alrededor de 2.000 eran de valor militar para un enfrentamiento. 
Las fuerzas patriotas fueron divididas en tres divisiones, la primera al mando de O'Higgins, la segunda al mando del coronel Juan José Carrera y la tercera al mando del coronel Luis Carrera. Inmediatamente al haberse organizado las fuerzas se dispuso a hacer un plan para poder contener a los realistas generándose algunas desavenencias entre los hermanos Carrera y O'Higgins, pero aun así se logró llegar relativamente a un acuerdo en la que la primera y segunda división con una fuerza de 1.084 o 2.000 hombres al mando de O'Higgins se dirigirían a la ciudad de Rancagua, mientras la tercera división de Luis Carrera se mantendría en las cercanías para auxiliarlas ya sea en una retirada o en medio de la batalla, mientras el propio general José Miguel Carrera se mantendría en Santiago atendiendo las disposiciones. 

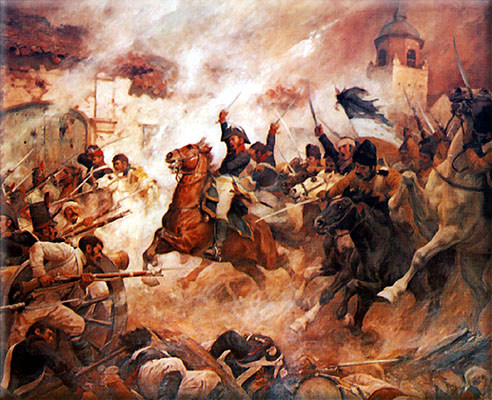
Carga de O'Higgins en la fase final de la Batalla de Rancagua, óleo de Pedro Subercaseaux.

Finalmente, entre el 1 y 2 de octubre se desarrolló la batalla de Rancagua en la que los patriotas al mando de O'Higgins son derrotadas sin recibir el auxilio de la tercera división ya sea por una confusión u otro motivo. Aun así se puede decir que la poca organización y sincronización de los patriotas unido al resquemor que había, llevaron al desastre definitivo.
Luego de la batalla en la O'Higgins tuvo que romper cerco realista con una carga de caballería para poder escapar, llega a Santiago el 3 de octubre donde se reunió con José Miguel Carrera y discutieron por el resultado del encuentro; y posteriormente sobre la defensa que se haría ante los realistas. O'Higgins estimaba defender Santiago en las orillas del río Maipo y Carrera estaba resuelto a retirarse hacia el norte del país para continuar la defensa, pero no se logró llegar a un acuerdo por lo que O'Higgins con su familia y con parte de la tropa se dirigió a la cordillera para cruzarla y refugiarse en la ciudad de Mendoza. Llegó el 13 de octubre reuniéndose con el general José de San Martín, gobernador de Cuyo. Un par de días después llegó también Carrera con sus fuerzas ante toda imposibilidad de resistencia.
Por su parte los realistas al mando de Osorio habían ocupado Santiago el 9 de octubre, restableciendo las autoridades españolas. Luego, Osorio determinaría enviar una expedición militar a la ciudad de La Serena donde estaba organizada una junta o gobierno independentista. Envió por mar una fuerza de 500 hombres al mando del coronel Ildefonso Elorreaga quien desembarcó en la zona y ocupó la ciudad sin darles tiempo a los ciudadanos de poder organizar una resistencia. Después Elorreaga envió un destacamento menor bajo el mando del capitán Leandro Castilla para ocupar Copiapó, entrando finalmente en ella en los últimos días de 1814. Estos hechos marcaron el definitivo fin de la Patria Vieja.

## Consecuencias
Con la victoria realista se volvió a restaurar el antiguo régimen en Chile y se da comienzo al periodo llamado como la Reconquista. El 2 de octubre Osorio asume como el nuevo gobernador de Chile y en ese mandato disuelve todas las instituciones hechas durante la Patria Vieja y confina a notables patriotas en la isla Quiriquina y el archipiélago de Juan Fernández. Eso sí, también intentó llevar a cabo conscientemente un gobierno de reconciliación entre los bandos enfrentados, por eso ordenó el tribunal encargado de enjuiciar a posibles antiguos patriotas, con vecinos benevolentes que perdonaron en reiteradas ocasiones. Osorio por otra parte, decidió no cruzar con sus fuerzas la cordillera para abrir otro frente a los patriotas rioplatenses que no tenían manera de oponérsele si se llevaba a cabo el cruce al tener otros frentes de batalla como el Alto Perú y el Litoral. El jefe español prefirió asegurar el territorio chilenos que todavía era muy inestable.
En cuanto a los chilenos emigrados a Mendoza, había unos 700 soldados y gran cantidad de civiles que se estiman entre dos mil a tres mil almas. Otros oficiales, como Ramón Freire Serrano, llevaron sus fuerzas hacia el sur de provincia de Mendoza. El general Carrera al llegar a Mendoza siguió considerándose el jefe de gobierno de los chilenos, pero San Martín, aconsejado por O’Higgins, lo expulsó y puso a las tropas emigradas —los 700 hombres, 400 de las fuerzas de Carrera y 300 de las de O'Higgins— bajo las órdenes de Marcos Balcarce. Muchos de estos soldados chilenos desertaron al no reconocer a Balcarce y regresaron a sus hogares en el verano, mientras que otros se unieron a las fuerzas argentinas en la capital. El resto de las tropas permaneció en Cuyo, donde posteriormente se incorporarían al Ejército de los Andes que organizaba San Martín para recuperar Chile.
Una de las razones del conflicto entre Carrera y San Martín se debía a los planes que tenían para recuperar Chile. En mayo de 1815 Carrera proponía cruzar los Andes por los boquetes cordilleranos del río Claro durante el invierno para avanzar sobre Curicó o Talca para atacar la capital y, de ser necesario, refugiarse en Coquimbo o atacar directamente esta última provincia desde San Juan lo que otros oficiales consideraban impracticable. O'Higgins en cambio, se mostró más partidario de las ideas de San Martín de reunir, entrenar y equipar un numeroso y poderoso ejército para, a su tiempo, recuperar Chile para las armas independentistas. El general Carrera al ser expulsado de Mendoza, se dirigió a Buenos Aires y se encuentra con Carlos María Alvear, amigo suyo desde los tiempos de Cádiz y enemigo acérrimo de San Martín. Los dos generales se encontraron y estrecharon nuevamente su amistad, y al asumir este como director supremo de las Provincias Unidas del Río de la Plata, Carrera obtiene el apoyo decisivo para lograr sus propósitos: ser reconocido como gobierno legítimo de Chile y obtener recursos para montar una expedición a Coquimbo, desde donde planeaba continuar la guerra por la independencia. Sin embargo, el Cabildo de Buenos Aires, compuesto por un sector opuesto a Alvear, quien fue considerado por muchos como un dictador desplazó a Alvear del poder en abril de 1815, terminando con la esperanza de Carrera de obtener sus objetivos. Antes esto, Carrera con pocos recursos decide hacer un viaje a Estados Unidos, llegando el 17 de enero de 1816, para poder apelar ante sus conocidos y poder obtener recursos para liberar Chile. Logró contactar a su viejo amigo Joel Roberts Poinsett, quien le facilitó una entrevista con el mismísimo presidente estadounidense James Madison, quién finalmente le facilita junto a otros contactos suyos una flota de guerra, armas y oficiales veteranos para sus propósitos. Carrera llegaría a Buenos Aires con estos elementos al comienzo del siguiente año para ponerse al servicio de la causa, pero sería arrestado por el director supremo Juan Martín de Pueyrredón, aliado de San Martín, perdiéndose los recursos que había logrado obtener en Estados Unidos. Carrera al final nunca podría regresar a Chile y terminaría siendo fusilado en Mendoza por sus enemigos en 1821.
Aparte de los planes que tenían Carrera y San Martín, unos cuantos emigrados chilenos que se encontraban en Buenos Aires liderados por el presbítero Julián Uribe sugirieron al gobierno rioplatense lanzar una expedición corsaria a las costas del Pacífico, ya que con esto se afectaría el comercio español, se sembraría alarma y generaría recursos económicos. Es así que en junio de 1815 el gobierno con apoyo de los emigrados chilenos organizan esta expedición y logran poner en pie de guerra 4 buques de comercio que fueron debidamente artillados y quedaron bajo el mando de Guillermo Brown. La expedición en la que también iba una buena cantidad de chilenos en la que destaca Freire, zarpo finalmente en octubre de ese año teniendo que pasar el Cabo de Hornos donde uno de estos buques náufrago en un fuerte temporal. El resto de los buques se reunieron de a poco en la isla Mocha y luego de fracasar en el intento de liberar a prisiones patriotas en el archipiélago de Juan Fernández, se dirigieron al norte donde atacaron el Callao y Guayaquil en enero de 1816 generando pánico en las costas y la reacción del virrey Abascal de organizar una fuerza para combatirlas. La fuerza corsaria luego de pasar la bahía de San Buenaventura retornaría con solo uno de sus buques al Atlántico terminando de esa manera la expedición.
También en este periodo salió a relucir un nuevo personaje, se trata de Manuel Rodríguez Erdoíza que durante la Patria Vieja fue secretario en el gobierno de Carrera, y al ser vencido los patriotas en Rancagua se vio obligado a dirigirse a Mendoza. En ese lugar trabajó modestamente en una imprenta y al conocer a San Martín, con quien simpatizó a pesar de ser un carrerino, se incorporó a los preparativos de este para recuperar Chile del dominio español. Es así que a Rodríguez se le encomendó la misión de volver a Chile y llevar a cabo operaciones de espionaje y guerrilla en toda la zona central con el fin de alarmar, seducir las tropas realistas, promover la deserción, figurar los sucesos, desconceptuar a los jefes, infundir temor a los soldados, distraer a los ejércitos enemigos y procurar desconcertar los planes de las autoridades realistas. Ha este tipo de operaciones San Martín la denominó como guerra de Zapa y Rodríguez tendría la misión de asegurar el éxito de este tipo de guerra con el plan que él había ideado y presentado a San Martín.
Paso la cordillera a finales de 1815 para comenzar a ejecutar su plan, y al llegar, vio el nuevo panorama que había en Chile. Osorio en esos momentos había sido removido de su cargo de gobernador de Chile, siendo remplazado por Casimiro Marcó del Pont quien si bien en un primer momento también intento llevar a cabo una política reconciliadora con los patriotas, luego dio paso a una serie de actos represivos. Nombró al capitán de los talaveras Vicente San Bruno como encargado de la actividad policial, llevando a cabo una serie de actos de manera arbitraria contra los patriotas y sospechosos, generando en la población en general una animosidad en contra del dominio español en Chile. Rodríguez saco ventaja de esto para poder ganar el favor de la población en sus operaciones osadas de espionaje y desinformación, lo que lo volvería popular. Logrado eso pasó un par de veces más la cordillera, regresando de Mendoza con equipos y lo necesario para montar acciones de guerrilla. Contactó de esa manera en 1816 a José Miguel Neira, ex bandido al que convenció de unirse a la causa patriota y que desde ese momento procuró atacar destacamentos realistas, ganándose de esa manera los despachos de coronel de milicias. Debido a estas acciones el gobierno de Marcó del Pont puso precio a la cabeza de Rodríguez y a los que lo seguían, pagándole a las personas que los delataran y enviando a sus tropas para derrotar sus montoneras y capturarles, pero todas estas acciones fueron infructuosas.
Rodríguez con sus acciones lograría debilitar el gobierno realista de Chile al enviar los informes de la situación a San Martín, apoderase de algunos sectores y lograr dividir el ejército realista, generando con ello una situación favorable para que San Martín y O'Higgins lograran cruzar los Andes y enfrentar a los realistas con las ventajas deseadas. La operación sería un éxito ya que finalmente los patriotas derrotarían a los realistas en la batalla de Chacabuco el 12 de febrero de 1817 recuperando de esa forma la mitad del país e instaurando un nuevo gobierno patriota dirigido por O'Higgins, el de la Patria Nueva.